# Spyridon Samaras
Spyridon-Filiskos Samaras (29 de novembro de 1861 - 7 de abril de 1917) foi um compositor grego particularmente admirado por suas óperas que fizeram parte da geração de compositores que anunciaram as obras de Giacomo Puccini . Suas composições foram elogiadas mundialmente durante sua vida e ele é indiscutivelmente o compositor mais importante da Escola Jônica (música). Ele compôs também o hino dos jogos Olímpicos da era moderna com letras de Kostis Palamas.

## Biografia
Samaras nasceu em Corfu. Sua mãe era de Constantinopla e seu pai, Skarlatos Samaras, um diplomata. Quando jovem, ele estudou com Spyridon Xyndas (Σπυρίδων Ξύνδας). De 1875 a 1882 estudou no Conservatório de Atenas com Federico Bolognini, Angelo Mascheroni e Enrico Stancampiano. Sua primeira ópera Torpillae (agora perdida) foi estreada em Atenas em 1879. Ele foi para Paris em 1882 para estudar no Conservatório de Paris e se tornou a favorita de Jules Massenet. Seus outros instrutores incluíram Léo Delibes, Théodore Dubois e Charles Gounod. Ele trabalhou com sucesso como compositor em Paris por três anos e depois migrou para a Itália em 1885.
Samaras rapidamente se tornou uma figura importante na cena da ópera na Itália. Sua ópera Flora mirabilis estreou em Milão em 1886 e em 1888 Medgé foi encenada com sucesso no Teatro Costanzi em Roma com a estrela da ópera francesa Emma Calvé no papel-título.
Ele se tornou estreitamente associado a Edoardo Sonzogno, um editor milanês. Sonzogno fundou o Teatro Lirico Internazionale e escolheu Samaras a La martire para a abertura do teatro em 22 de setembro de 1894. A ópera havia sido estreada anteriormente naquele ano em Nápoles e é baseada em um libreto de Luigi Illica com muitos elementos naturalistas, que deu espaço a Samaras personalidade musical para um tratamento igual.
As obras de Samaras tiveram ampla distribuição; suas óperas foram encenadas em Paris, Monte Carlo, Colônia, Berlim, Viena, Malta, Bucareste, Constantinopla, Esmirna, Alexandria, Cairo, Grécia e Itália. Ele escreveu quinze obras de palco, as três últimas sobre textos de Paul Milliet; Storia d'amore o La biondinetta (1903), Mademoiselle de Belle-Isle (1905) e Rhea (1908).
Ele retornou à Grécia em 1911, no entanto, ele não foi, em parte por causa da "controvérsia da Escola Nacional". Os compositores da chamada "Escola Nacional" consideravam os compositores da Escola Jônica, como Samaras, com demasiada influência italiana.
Ele se sustentou compondo operetas com o objetivo de satisfazer uma variedade de públicos, ao invés de continuar em sua veia criativa usual. Sua última ópera, Tigra, embora tenha começado nessa época e contendo algumas de suas melhores músicas, nunca foi concluída.
Samaras foi escolhido por Demetrius Vikelas para compor o Hino Olímpico, com letra de Kostis Palamas. O Hino foi executado pela primeira vez durante a cerimônia de abertura dos Jogos Olímpicos de Verão de 1896 , os primeiros Jogos Olímpicos modernos. Foi declarado o hino oficial do movimento olímpico pelo Comitê Olímpico Internacional em 1958 e tem sido usado em todas as cerimônias de abertura desde os Jogos Olímpicos de Inverno de 1960. Ele morreu, aos 55 anos, em Atenas.
Um busto de Samaras foi derrubado em Corfu em agosto de 2020.

## Composições

### Opera
- Torpillae, música incidental para uma peça, letra de Gavziilidis e K. Triandafyllos, Atenas, 1879.
- Olas, ópera em 4 atos, libreto de Fravassili, agora perdido, 1882.
- Flora mirabilis, ópera em 3 atos, libreto de Ferdinando Fontana, Teatro alla Scala , Milão, 1886.
- Medge, ópera em 4 atos, libreto de Ferdinando Fontana, Teatro Constanzi, Roma, 1888.
- Messidor, ópera após o romance de Alexandre Dumas, Le Chevalier de Maison-Rouge , escrito antes de 1891, agora perdida.
- Lionella, ópera em 3 atos, libreto de Fontana, perdida com exceção da rapsódia húngara, orqu , Teatro alla Scala, Milão, 4 de abril de 1891.
- La martire, ópera em 3 atos, libreto de Luigi Illica , Teatro Lirico Internazionale, Milão, 1894.
- La furia domata, ópera em 3 atos, libreto de EA Butti e G. Macchi após Shakespeare 's A Megera Domada, Teatro Lirico Internazionale, Milão, 1895.
- Storia d'amore o La biondinetta, ópera em 3 atos, libreto de Paul Milliet , Teatro Lirico Internazionale, Milão, 1903.
- Mademoiselle de Belle-Isle, ópera em 4 atos, libreto de Paul Milliet, Teatro Politeama, Gênova, 1905.
- Rhea, ópera em 3 atos, libreto de Paul Milliet, Teatro Verdi, Florença, 1908.
- Tigra, ópera em 3 atos inacabados, libreto R. Simoni, 1911, apenas o ato 1 existe.

### Opereta
- Pólemos en polémo, opereta em 3 Atos, libreto de G. Tsokopoulos e I. Delikaterinis, Atenas, 10 de abril de 1914.
- I pringípissa tis Sassónos, opereta em 3 atos, libreto de NI Laskaris e P. Dimitrakopoulos, Atenas, 21 de janeiro de 1915.
- I Kritikopoúla, opereta em 3 Atos, libreto de Laskaris e Dimitrakopoulos, Atenas, 30 de março de 1916.

### Música de piano selecionada
- Scènes Orientales, Quatre Suites caractéristiques , Paris, 1882.
- Bohémienne , 1888.

e mais